# День борьбы с химическим и биологическим оружием в Иране

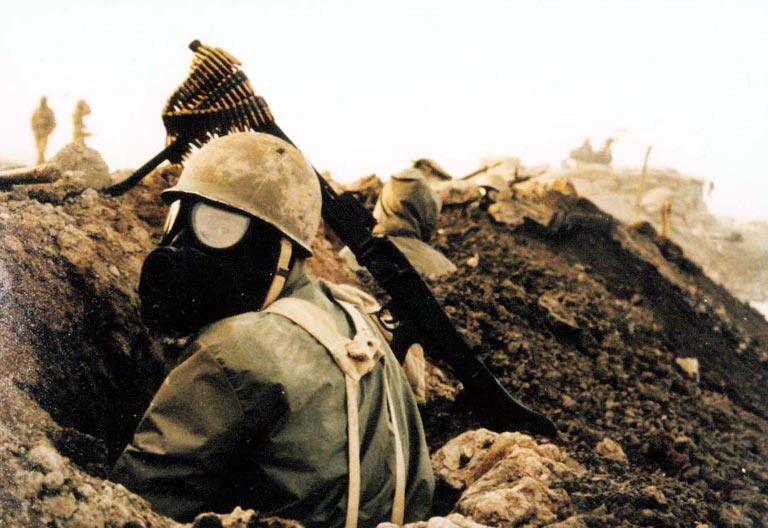

День борьбы с химическим и биологическим оружием (перс.  روز مبارزه با سلاحهای میکروبی و شیمیایی‎) — иранская памятная дата, отмечающийся 28/29 июня (8 тира по иранскому календарю).

## История
День борьбы с химическим и биологическим оружием приурочен к годовщине иракской химической атаки на иранский город Сардашт, Западный Азербайджан 28 июня 1987 года. Данная атака произошла в рамках ирано-иракской войны 1980—1988 годов.
От химической атаки погибли около 800 человек и 2000 получили различные ранения. Эта памятная дата была введена в официальный иранский календарь не только как день великой трагедии, но и как сигнал для всего мира о том, что необходимо ограничить производство химического и биологического оружия, а в перспективе — полностью его запретить. Через десять лет после атаки вступил в силу Акт о реализации Конвенции о запрещении химического оружия 1998 года.

## Химическая атака на Сардашт
Город Сардашт является третьим городом в мире после Хиросимы и Нагасаки, который стал объектом оружия массового поражения. 28 и 29 июня 1987 года иракские бомбардировщики атаковали четыре людных места в городе химическими бомбами, поразив горчичным газом тысячи людей.
Так как в Сардаште не было важных военных целей, которые могли быть интересны Ираку, город не был готов к нападению. Проживая вблизи границы, граждане города привыкли к иракским обстрелам конвенциональными боеприпасами. Когда произошла химическая атака, люди предполагали, что это стандартные боеприпасы.
Из-за направления ветра ядовитые газы заразили также пациентов и персонал больницы. В качестве карцера использовались две публичные бани, а маленький стадион города был преобразован в госпиталь на 150 мест. В течение первых нескольких часов после атаки из-за острых респираторных заболеваний погибло около 30 человек, в основном маленькие дети и пожилые люди.
Согласно официальным сведениям, из 12 тысяч жителей пострадало 8 тысяч. Из 4,5 тысяч человек, нуждающихся в медицинском обслуживании, 1,5 тысячи были госпитализированы, 600 из них в особо тяжелом состоянии были доставлены в Тегеран. 3 тысячи выписавшихся пациентов покинули Сардашт и попытались лечить себя методами традиционной медицины.

## Незаконность химической атаки
Отозвавшись на просьбы иранского правительства, международное сообщество направило три официальные следственные группы в Иран, где они с марта 1984 года проводили различные исследования. Через некоторое время генеральный секретарь ООН Хавьер Перес де Куэллар официально заявил, что Ирак нарушил Женевскую конвенцию 1925 года, запрещающую использование ядовитых газов в войнах.
В апреле 2004 года Тегеранский общественный суд признал США виновными в этом нападении, так как власти США оказывали поддержку Саддаму Хусейну. Правительству США было приказано выплатить жертвам атаки компенсацию в объеме 600 млн долларов.